# Тальме
Тальме́ (фр. Talmay) — коммуна во Франции, находится в регионе Бургундия. Департамент коммуны — Кот-д’Ор. Входит в состав кантона Понтайе-сюр-Сон. Округ коммуны — Дижон.
Код INSEE коммуны — 21618.

## Население
Население коммуны на 2010 год составляло 535 человек.
| 1962 | 1968 | 1975 | 1982 | 1990 | 1999 | 2010 |
| ---- | ---- | ---- | ---- | ---- | ---- | ---- |
| 594  | 530  | 490  | 471  | 521  | 463  | 535  |

## Экономика
В 2010 году среди 328 человек трудоспособного возраста (15—64 лет) 253 были экономически активными, 75 — неактивными (показатель активности — 77,1 %, в 1999 году было 67,6 %). Из 253 активных жителей работали 237 человек (132 мужчины и 105 женщин), безработных было 16 (7 мужчин и 9 женщин). Среди 75 неактивных 15 человек были учениками или студентами, 37 — пенсионерами, 23 были неактивными по другим причинам.